# Alex Trebek
George Alexander "Alex" Trebek (Sudbury, Ontario, Kanada, 22. srpnja 1940. – Los Angeles, SAD, 8. studenoga 2020.) bio je kanadski komičar, glumac i producent.

## Vanjske poveznice
- Jeopardy!
- Alex Trebek na IMDB-u
- Alex Trebek na Notable Names Database